# Marcus Karlsson
Marcus Karlsson, (född 23 mars 1974 i Örebro), är en svensk före detta ishockeyspelare (back) som spelade stor del av sin karriär i Örebro IK. Säsongen 1995/1996 skrev han på för Modo Hockey och spel i elitserien. Marcus gjorde succé de inledande åren i Modo men drabbades senare av skador. Säsongen 2000/2001 spelade han hos elitserie-nykomlingarna Timrå IK och fick i inledningen säsongen efter ge upp karriären p.g.a nya skadebekymmer.